# 1835
1835 (MDCCCXXXV) var ett normalår som började en torsdag i den gregorianska kalendern och ett normalår som började en tisdag i den julianska kalendern.

## Händelser

### Januari
- 6 januari – Svenska Missionssällskapet bildas, varmed Svenska kyrkan får en central organisation för missionsverksamheten.[1]
- 8 januari – USA:s statsskuld uppgår till $0 för första gången.[2]

### Februari
- 1 februari – Slaveriet avskaffas i Mauritius.
- 20 februari – Concepción, Chile förstörs vid en jordbävning.

### Juni
- 8 juni – Staden Melbourne grundas av John Batman och John Pascoe Fawkner.[3]

### Juli
- 29 juli – Tornspiran på Riddarholmskyrkan i Stockholm, Sverige, störtar ner efter att ha träffats av blixten.[4]

### Augusti

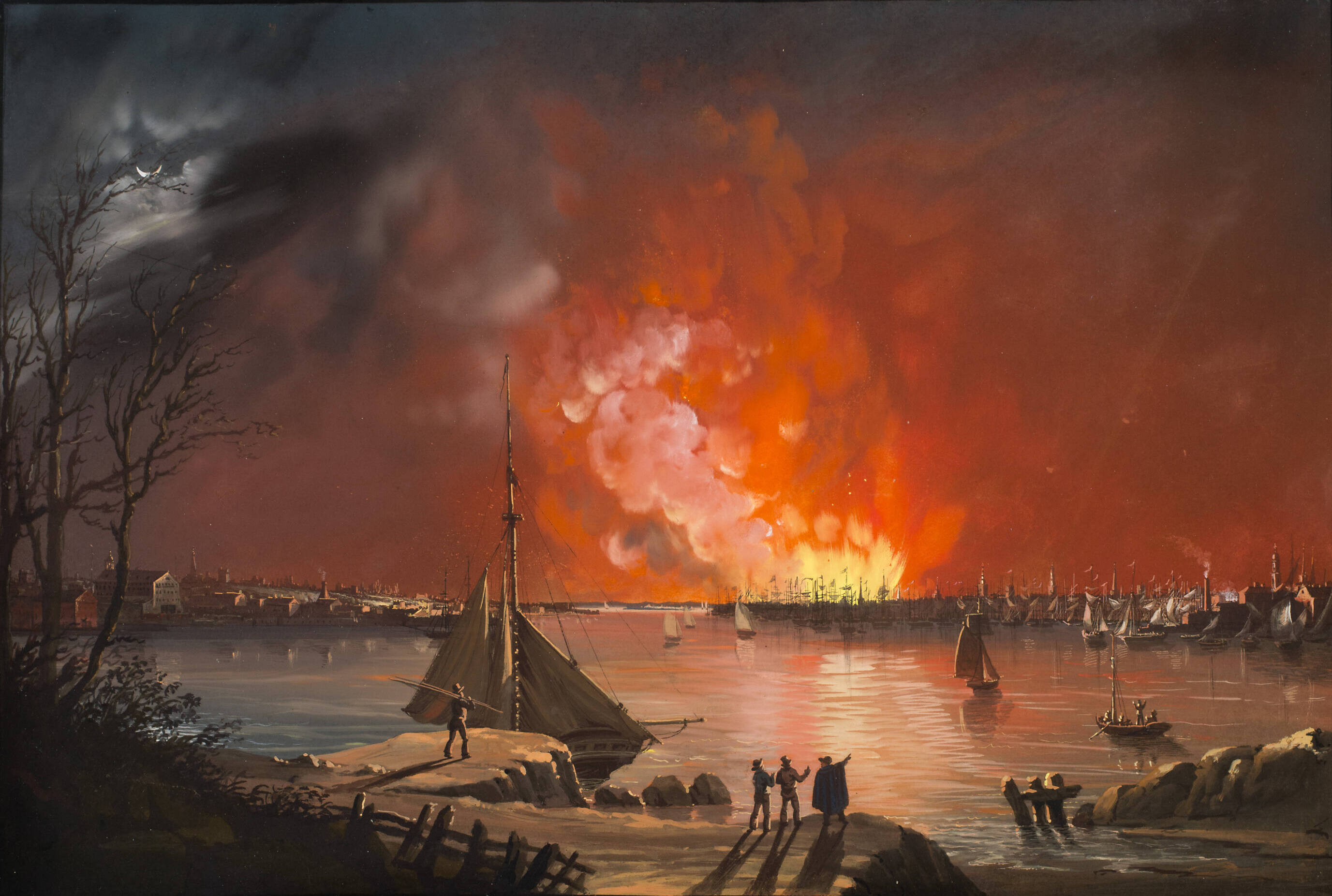
Nicolino Calyo: Utsikt från Williamsburg över branden i New York, 16-17 december 1835.

- 21 augusti – Jönköping, Sverige drabbas av en svår stadsbrand.[4]

### November
- 5 november – Brand i Simrishamn, Sverige.[4].
- 16 november – Halleys komet når perihelium.

### December
- 1 december – Hans Christian Andersen publicerar sin första sagobok.

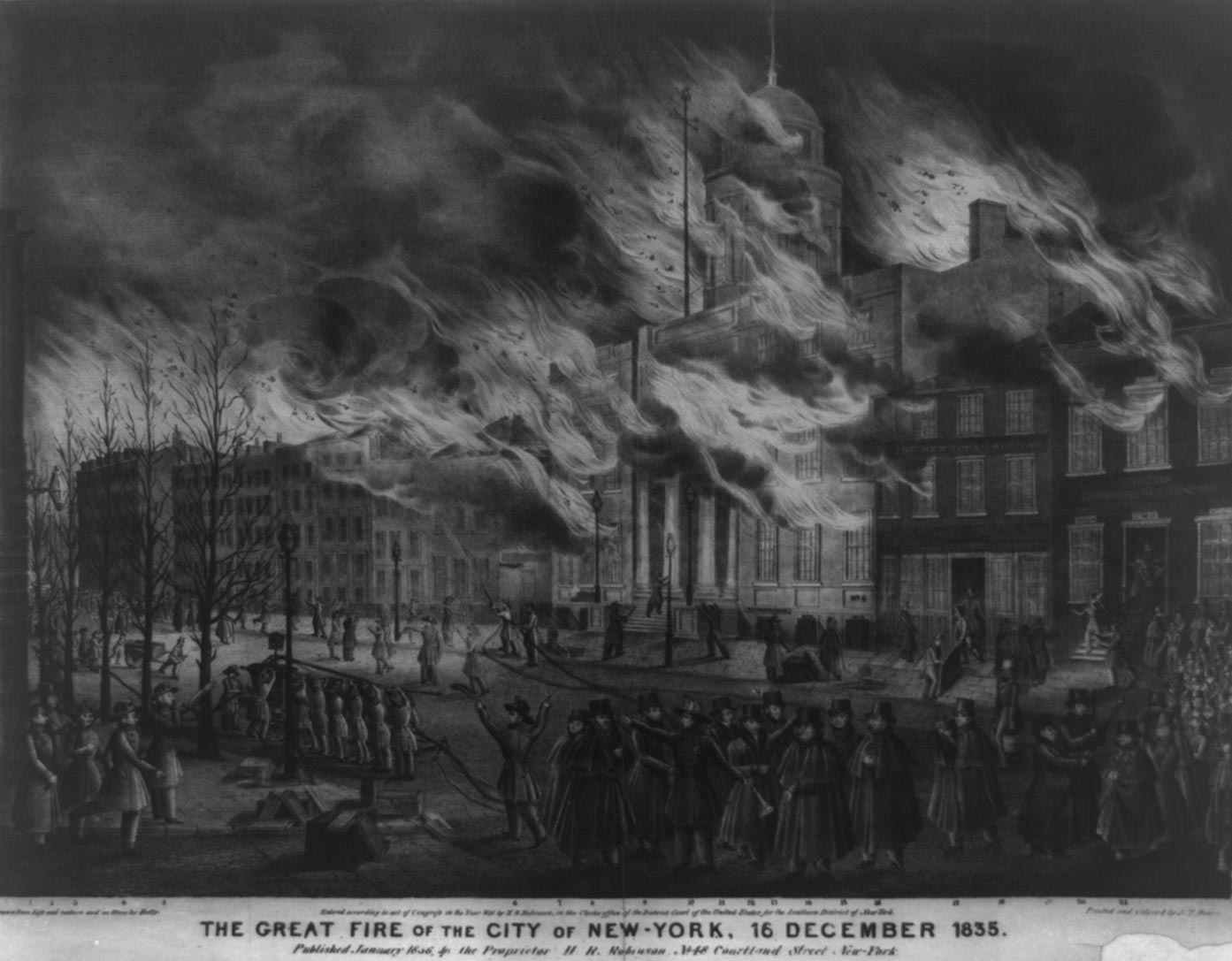
Branden i New York.

- 7 december – Järnvägen mellan Nürnberg och Fürth i Bayern invigs.
- 10 december – Amerikanska marinsoldater landstiger i Peru för att skydda amerikanska intressen i Callao och Lima under revolutionsförsök.[5]
- 16 december – Storbrand utbryter i New York och ödelägger sydöstra Manhattan, kvarteren runt Wall Street, inklusive börsen.
- 19 december – Kemisten Jöns Jacob Berzelius upphöjs till friherre på sin bröllopsdag.
- 20 december – Texas självständighetsförklaring undertecknas i Goliad, Texas.
- 21 december – Raleigh and Gaston Railroad bildas i Raleigh i North Carolina, USA.[6]

### Okänt datum
- Indragningsmakten börjar tillämpas mot Aftonbladet. Tidningen utkommer dock ständigt under nya namn, som Det andra Aftonbladet och så vidare.
- Man gör försök med hästdragna omnibussar på bestämda linjer i Stockholm.
- Väddö kanal öppnas för trafik.
- Luxemburg deklarerar sig självständigt.
- Världens äldsta nyhetsbyrå, Agence Havas startas.
- Rådbråkning förbjuds i Sverige.[7]
- Förslaget från Kommerskollegium om att tillåta kvinnor i behov av försörjning att bedriva sockerbageri utan att behöva ansöka om dispens, som antagits för Stockholms stad året innan, infördes nu i hela landet.[8]
- Tackjärnshandeln släpps fri.[9]

## Födda

### Första kvartalet

#### Januari
- 4 januari – Sir Alfred Comyn Lyall, angloindisk ämbetsman och skriftställare.
- 5 januari – Olympia Brown, amerikansk kvinnorättskämpe.
- 19 januari – Ludvig Michael Runeberg, finländsk konstnär, kaméskärare.

#### Februari
- 19 februari
  - Julius Krohn, finländsk folklorist och författare.
  - Henry R. Pease, amerikansk republikansk politiker, senator 1874–1875.

#### Mars
- 1 mars – Matthias Joseph Scheeben, tysk katolsk teolog.
- 12 mars – Simon Newcomb, amerikansk astronom och matematiker.
- 14 mars
  - Manuel Fernández Caballero, spansk kompositör.
  - Giovanni Schiaparelli, italiensk astronom.
- 19 mars – Carl Lewenhaupt, svensk greve, diplomat och politiker.
- 24 mars – Jozef Stefan, österrikisk fysiker, matematiker och poet.
- 25 mars – Adolph Wagner, tysk ekonom och politiker.

### Andra kvartalet

#### April
- 9 april – Leopold II, belgiens kung 1865–1909.

#### Maj
- 26 maj – Edward Porter Alexander, amerikansk militär.

#### Juni
- 2 juni – Pius X, född Giuseppe Melchiorre Sarto, påve 1903–1914.
- 5 juni – Amanda Kerfstedt, författare.
- 22 juni – John H. Mitchell, amerikansk republikansk politiker, senator 1873–1879, 1885–1897 och 1901–1905.

### Tredje kvartalet

#### Juli
- 9 juli – William D. Bloxham, amerikansk politiker, guvernör i Florida 1881–1885 och 1897–1901.
- 10 juli – Carl Falk, svensk apotekare och riksdagsman.

#### Augusti
- 7 augusti – Roswell P. Flower, amerikansk demokratisk politiker.
- 15 augusti – James Wilson, amerikansk politiker, USA:s jordbruksminister 1897–1913.
- 18 augusti – Telemaco Signorini, italiensk målare.
- 29 augusti – George W. McCrary, amerikansk republikansk politiker och jurist.

#### September
- 1 september – William Stanley Jevons, brittisk nationalekonom och filosof.

### Fjärde kvartalet

#### Oktober
- 9 oktober – Camille Saint-Saëns, fransk kompositör.
- 26 oktober – Thomas M. Bowen, amerikansk republikansk politiker och jurist, senator 1883–1889.
- 31 oktober – Adelbert Ames, amerikansk general och republikansk politiker, guvernör i Mississippi 1868–1870 och 1874–1876.

#### November
- 16 november – Gullbrand Elowson, svensk politiker och skolman.
- 18 november – Cesare Lombroso, italiensk läkare som lade grunden för kriminologin.
- 25 november – Andrew Carnegie, amerikansk finansman.
- 29 november – Änkekejsarinnan Cixi, kinesisk regent.
- 30 november – Mark Twain, amerikansk författare.

#### December
- 4 december – Samuel Butler, författare.
- 30 december – John Börjeson, svensk skulptör.

## Avlidna

### Första kvartalet

#### Januari
- 17 januari – Fredrik Cederborgh, 50, svensk författare.

#### Februari
- 7 februari – Diderich Hegermann, 71, norsk general.

#### Mars
- 16 mars – Nils Magnus Lindh, 59, svensk boktryckare.

### Andra kvartalet

#### April
- 1 april – Bartolomeo Pinelli, 53, italiensk illustratör och gravör.
- 7 april – James Brown, 68, amerikansk politiker och diplomat, senator 1813–1817 och 1819–1823.

#### Maj
- 16 maj – Felicia Hemans, 41, brittisk poet.

#### Juni
- 22 juni – Nils Lagergren, 61, svensk präst.
- 25 juni – Antoine-Jean Gros, 64, fransk konstnär.

### Tredje kvartalet

#### Juli
- 28 juli – Édouard Mortier, 67, fransk militär, marskalk av Frankrike.

#### Augusti
- 11 augusti – Olof Åhlström, 78, svensk kompositör.
- 30 augusti – William T. Barry, 51, amerikansk politiker, senator 1815–1816, USA:s postminister 1829–1835.

#### September
- 10 september – Willie Blount, 67, amerikansk politiker, guvernör i Tennessee 1809–1815.
- 23 september
  - Georg Adlersparre, 75, svensk greve.
  - Vincenzo Bellini, 33, italiensk tonsättare.

### Fjärde kvartalet

#### Oktober
- 7 oktober – Charles Tait, 67, amerikansk politiker, senator 1809–1819.
- 10 oktober – Kazimierz Brodziński, 44, polsk poet.

#### November
- 10 november – Anders Ljungstedt, 76, svensk affärsman och historiker.
- 11 november
  - Johann Hermann Mankell, 72, tysk-svensk lärare, musiker och kompositör.
  - Eric Åkerland, 81, svensk grafiker och tecknare.
- 28 november – Katharina av Württemberg, 52, drottning av Westfalen.

#### December
- 5 december – August von Platen, 39, bayersk militär och deltagare i napoleonkrigen, sedermera tysk diktare.
- 6 december – Nathan Smith, 65, amerikansk politiker och jurist, senator 1833–1835.
- 12 december – Elias Kane, 41, amerikansk politiker, senator 1825–1835.

### Fotnoter
1. ↑  Vilhelmina Arkiverad 3 september 2010 hämtat från the Wayback Machine.
2. ↑  www.publicdebt.treas.gov Arkiverad 6 mars 2016 hämtat från the Wayback Machine.
3. ↑  Melbourne.vic.gov.au Arkiverad 16 januari 2009 hämtat från the Wayback Machine.
4. 1 2 3  ”Värmlands brandhistoriska klubb”. Arkiverad från originalet den 12 oktober 2011. https://www.webcitation.org/62NB7kO36?url=http://www.brandhistoriska.org/olyckor_se.html. Läst 16 mars 2011.
5. ↑  ”USA:s militära insatser i utlandet 1798–2004”. Arkiverad från originalet den 9 december 2013. https://web.archive.org/web/20131209174005/http://www.history.navy.mil/library/online/forces.htm. Läst 30 januari 2011.
6. ↑  CommunicationSolutions/ISI, "Railroads — prior to the Civil War" Arkiverad 26 juli 2011 hämtat från the Wayback Machine., North Carolina Business History, 2006, läst 1 februari 2010
7. ↑  ”Historiesajten 13 mars 2006 - Brott och straff i gångna tider”. Arkiverad från originalet den 14 januari 2020. https://web.archive.org/web/20200114065735/https://www.historiesajten.se/handelser2.asp?id=27. Läst 19 oktober 2019.
8. ↑  Du Rietz, Anita, Kvinnors entreprenörskap: under 400 år, 1. uppl., Dialogos, Stockholm, 2013
9. ↑  Du Rietz, Anita, Kvinnors entreprenörskap: under 400 år, 1. uppl., Dialogos, Stockholm, 2013 s.183